# Cullen Jenkins
(en) Statistiques sur pro-football-reference
Cullen Darome Jenkins (né le 20 janvier 1981 à Détroit) est un joueur américain de football américain. Il joue actuellement avec les Giants de New York. Il est le plus jeune frère de Kris Jenkins.

## Enfance
Cullen joue avec son frère Kris dans l'équipe de football de la Belleville High School sous les ordres de l'entraîneur Bob LaPointe.

## Carrière

### Université
Jenkins entre à l'université Central Michigan et joue avec les Chippewas, équipe de football de l'université. Lors de sa dernière saison en 2002, il effectue quarante tacles, sept provocations de fumble ainsi que 4.5 sacks.

### Professionnel
Cullen Jenkins s'inscrit pour le draft de la NFL de 2003 mais il n'est sélectionné par aucune franchise, se postant sur la liste des agents libres. Il signe après la draft avec les Packers de Green Bay mais ne joue pas la saison 2003 car il est envoyé dans des camps d'entrainements de la NFL Europe.
Il joue ses premiers matchs en NFL, en tant que doublure de Kabeer Gbaja-Biamila. Il joue tous les matchs et est six fois titulaire lors de sa première saison. Sa deuxième saison le voit débuter douze matchs mais il retourne à un poste de remplaçant en 2006 avec cinq matchs comme titulaire sur quatorze joués.
Le 26 février 2007, il signe une prolongation de contrat de quatre ans de seize millions de dollars. Mais lors de la saison 2008, il se blesse le 28 septembre contre les Buccaneers de Tampa Bay et est placé deux jours plus tard sur la liste des blessés.
En 2009, il devient titulaire et joue l'ensemble des matchs de la saison. En 2010, il joue onze matchs (dont huit comme titulaire) et remporte le Super Bowl XLV le 6 février 2011 contre les Steelers de Pittsburgh.
Après cette année victorieuse, Cullen Jenkins devait se retrouver sur le marché des agents libres. Après quelques jours, il est désormais un nouveau membre des Eagles de Philadelphie. Il signe officiellement son contrat le 30 juillet 2011, contrat d'une valeur de vingt-cinq millions de dollars pour une durée de cinq ans. Titulaire en 2011, son contrat est modifié le 21 février 2012, avançant la date d'expiration à 2014 au lieu de 2015. Il est libéré le 25 février 2013 après une seconde saison au poste de defensive tackle titulaire.
Le 10 mars 2013, Jenkins signe avec les Giants de New York un contrat de trois ans.